# Перренат тетраметиламмония
Перренат тетраметиламмония — неорганическое соединение, 
соль тетраметиламмония и рениевой кислоты
с формулой [N(CH3)4]ReO4,
бесцветные (белые) кристаллы,
не растворяется в воде.

## Получение
- К водному раствору рениевой кислоты добавляют хлорид тетраметиламмония:

{\displaystyle {\mathsf {HReO_{4}+[N(CH_{3})_{4}]Cl\ {\xrightarrow {}}\ [N(CH_{3})_{4}]ReO_{4}\downarrow +HCl}}}

## Физические свойства
Перренат тетраметиламмония образует бесцветные (белые) кристаллы
тетрагональной сингонии,

параметры ячейки a = 0,847 нм, c = 0,603 нм, Z = 4,
структура типа перхлората тетраметиламмония [N(CH3)4]ClO4.
Не растворяется в воде.